# Disney Magical World
Disney Magical World (ディズニー マジックキャッスル マイ・ハッピー・ライフ Deizunī Majikku Shiro: No Shiawasena Seikatsu?, Disney Magic Castle: My Happy Life) es un videojuego de simulación de vida desarrollado por h.a.n.d. para la consola Nintendo 3DS. Salió a la venta en Japón el 1 de agosto de 2013, en América el 11 de abril de 2014 y en Europa el 24 de octubre de 2014.

## Modo de juego
El juego comienza creando un personaje desde cero, o utilizando un Mii almacenado en la consola, para que sea el personaje del jugador. El jugador puede realizar misiones, y usar materiales para crear muebles, paredes y suelos, ropa, alimentos, bebidas y aperitivos. También puede crear y editar su propia cafetería, ganar pegatinas para desbloquear más áreas, ropa, muebles o para hacer futuros personajes de Disney y ayudarles a obtener lo que necesitan El juego comienza con tu personaje que hiciste o utilizando un Mii como su carácter. El jugador puede ir en misiones, el uso de materiales para los muebles, papel pintado, ropa, alimentos, bebidas y aperitivos. también puede editar su café, hacer más para ganar pegatinas para desbloquear más áreas, más ropa, muebles o para hacer futuros personajes de Disney y ayudarles a obtener lo que necesitan para que después te recompensen.

## Recepción
Disney Magical World ha recibido críticas en su mayoría positivas, anotando un de 81/100 en Metacritic y 77,83% en GameRankings. Nintendo World Report galardonó al juego con una nota de 8.5/10, alabando la amplia gama de actividades y el modo de juego, pero consideró que los tiempos de carga interrumpen el progreso del juego. Game Revolution le dio un 3 sobre 5, argumentando que aunque está repleto de personajes y objetos coleccionables, las tareas se vuelven repetitivas y se echa en falta una atracción principal.
A 31 de marzo de 2014, el juego ha vendido 500.000 copias.